# 赤岩镇
赤岩镇，是中华人民共和国陕西省安康市旬阳市下辖的一个行政建制镇
2011年，陕西省人民政府调整全省乡镇，沙阳乡并入赤岩镇。时沙阳乡管辖双河口村、沙阳河村、连桥村、水磨村、康坪村。2015年，陕西省民政厅批复同意撤销铜钱关镇，并入赤岩镇。

## 行政区划
赤岩镇下辖以下地区：
赤岩社区、林家沟村、黄泥坪村、金盆湾村、马保村、闵家河村、天宝寨村、七里村、双河口村、沙阳河村、连桥村、水磨村、康坪村、双河村、大坪村、安然寨村、铜钱村、孙家坡村和太山庙村。